# دونالد بريثويت
دونالد بريثويت (بالإنجليزية: Donald Braithwaite)‏ هو ملاكم محترف ويلزي يصنف ضمن فئة وزن الذبابة. حقق الميدالية البرونزية في دورة ألعاب الكومنولث والإمبراطورية البريطانية 1958.

## إحصائيات
خاض خلال مسيرته 27 نزالا، فاز في 13 وتعادل في 3 وخسر في 11. فاز بالضربة القاضية في 3 نزالات.

## الميداليات
| الميدالية | المسابقة                                           |
| --------- | -------------------------------------------------- |
| برونزية   | دورة ألعاب الكومنولث والإمبراطورية البريطانية 1958 |

## روابط خارجية
- دونالد بريثويت على موقع بوكس ريك (الإنجليزية) (registration required)